# باربرا هوتون
باربرا هوتون (بالإنجليزية: Barbara Hutton) سيدة مجتمع أمريكية (ولدت يوم 14 نوفمبر من العام 1912 في نيويورك) كانت من أشهر أثرياء الولايات المتحدة الأمريكية خلال النصف الأول من القرن العشرين. زادت شهرتها بعد زواجها من الممثل الإنجليزي كاري جرانت

## روابط خارجية
- باربرا هوتون على موقع IMDb (الإنجليزية)
- باربرا هوتون على موقع مونزينجر (الألمانية)
- باربرا هوتون على موقع إن إن دي بي (الإنجليزية)